# Развој језика код Срба од 9. до 19. века
Развој језика код Срба од 9. до 19. века хронолошки је приказ промена језику од почетка словенске писмености у 9. веку до настанка славеносрпског језика у 19. веку. Књижевни језик је изузетно важан за живот једне заједнице и лични развој сваког њеног припадника. Како је важно разликовати појмове књижевни и народни језик, тако је важно знати и основне податке о развоју језика код Срба, јер се он од почетака, или од доласка Ћирила и Методија па све до данас непрестано развијао и мењао. След тих промена приказан је на овој страници.

## Српски језик у породици словенских језика
Језици који имају исто порекло чине језичку породицу. Већина европских језика пореклом је од праиндоевропског језика и припада индоевропској језичкој породици, из које настало више породица језика: словенска, германска, романска, келтска и друге, као и засебни језици: грчки, албански и јерменски, који немају сроднике. Међу овим језицима прасловенски језик је најстарији словенски језик од ког су се касније развили сви словенски језици.
Када су се Словени из прапостојбине раселили на три стране, прасловенски језик се раслојио и настале су три групе словенских језика: источнословенска, јужнословенска и западнословенска. Групи јужнословенских језика припао је једини књижевни језик свих Словена, старословенски језик.
Као што се језичка целина коју називамо српски народни језик
Као што се током многих векова, деловањем миграција, ограничавањем контаката због феудалних подела, геофизичким препрекама (непроходне планине, кланци, реке и сл.) словенски језик па тако и српски језик као целина се поделио — раслојио — на наречја, а ова на дијалекте и говоре као ситније делове, тако се и српски књижевни језик, почев од половине 19. века, процесом стандардизације (дефинисањем и утврђивањем норме), као језичка целина остварује у више видова. По законима који вреде за сваки природни језик, и српски књижевни језик се раслојио, настанком језичких слојева, који егзистирају једновремено са целином, у њеним оквирима.

## Почетак словенске писмености
Почетак словенске писмености везује се за 863. годину и словенску мисију браће Ћирила и Методија. Мисија ове браће почела је тако што је Византијски цар Михаило, на захтев моравског кнеза Растислава да му пошаље учене људе који ће међу Словенима ширити хришћанство и писменост, у ту мисију одредио је Константина Филозофа (Ћирила) и његовог брата Методија. Пре поласка у мисију, Ћирило и Методије припремили су преводе неопходне библијске књиге са грчког на словенски језик и записали их писмом глагољицом. Тако је настао први књижевни језик Словена — старословенски језик.
У 10. веку у Македонији Црноризац Храбар написао је драгоцено научно дело под називом Слово о писменима у коме се расправља о вредности словенског језика и писма. До тада се веровало да постоје само три света језика: латински, грчки и хебрејски, а Храбар је успео да одбрани вредност и значај словенског језика и да обелодани вредне податке о словенској мисији солунске браће Ћирила и Методија.

## Старословенски језик
Први књижевни језик Словена био је старословенски језик, чији су творци били Ћирило и Методије. Он је настао на основу говора македонских Словена из околине Солуна, и никада није био говорни језик. Значај 12. века за развој језика био је у појава редакција или рецензија словенског језика, које су заправо означиле уношење елемената народног језика у старословенски језик. Таквом једном редакцијом настао је и српскословенски језик, односно српска редакција старословенског језика.
У 14. веку настао је Законик цара Душана, који је писан на српскословенском језику. Ово дело је значајно за даљи развој српског језика јер у њему доминирају елементи српског народног језика.

### Прва словенска писма

#### Глагољица
По угледу на грчко писмо, настала је глагољица као прво словенско писмо. Реч глагољица настала је од речи глаголати што значи говорити.
Глагољица се употребљавала у најстаријим и можда најлепшим по чистоти језика старословенским споменицима, како оним за које је несумњиво да су се употребљавали у Моравској и Чешкој (Кијевски листови, Прашки одломци), тако и у оним за које је вероватно да су у својим преписима дошли из Македоније или околних словенских земаља, на пример у Зографском јеванђељу, Маријином јеванђељу, Асеманијевом јеванђељу, Клочевом глагољашу и сл.
Од почетка 10. века, старословенска азбука, која се једно време употребљавала упоредо са глагољицом, почела је да потискује глагољицу у Бугарској, Русији и Србији, тако да је од краја 11. вијека глагољица остала у сталној употреби само код католика примораца у северној Далмацији и у Хрватској на северу до водомеђе Купе, заузимајући и њу, на кварнерском острвљу и у Истри). Ту се глагољица сачувала у неједнакој употреби све до краја 18. и до четрдесетих година 19. вијека. Према тој употреби, разликујемо старословенску (облу) глагољицу и хрватску (угласту) глагољицу. У српским крајевима глагољицу је убрзо заменила ћирилица, а у западним крајевима латиница.

#### Ћирилица
Друго словенско писмо била је ћирилица. Она је настало крајем 9. и почетком 10. века по угледу на грчко писмо. Њен творац није познат, али се претпоставља да је настала у Македонији, од стране једног од ученика Ћирила и Методија- Климента Охридског.
Руска грађанска ћирилица настала је реформом цара Петра Великог 1710. године, а у српску средину је стигла са руском књигом.
Прва књига штампана руском грађанском ћирилицом (1754) била је Историја о Черној Гори владике Василија Петровића, која је објављена у Русији и за Русе. У књиге намењене Србима нову ћирилицу увео је Захарије Орфелин у: Калиграфији (1759), Латинском буквару (1766), Первоје начатки латинского језика (1767), Славеносербски магазин (1768), Житије славнија дјела Петра Великаго (1772).
После смрти Марије Терезије, Јосиф II је издао (1781. године) Указ о верској толеранцији, што је у друштвеном животу Срба искомпликовало ситуацију, нарочито када је 1781. године наредио да се у српске школе уведе латиница. Тада је значајну улогу одиграо Теодор Јанковић Миријевски, који је с много напора, постигао да књиге за Србе буду „на грађанском дијалекту” (славеносрпском) и писму ћирилици, што је све образложио у свом Елаборату упућеном цару.
Реформа српске ћирилице
Међу првим реформаторима српске ћирилице сматра се Сава Мркаљ, који је 1810. године у Будиму објавио своју реформу ћирилице у делу Сало дебелога јерa либо азбукопротрес. Главна карактеристика Мркаљеве реформе ћирилице „не одликује се увођењем нових слова, већ искључивањем сувишних и мењањем (одузимањем и додавањем) функција појединих већ постојећих графија или група графија”.
Нешто касније на Мркаљеву реформу, надовезала се значај азбучне револуције. Вука Стефановића Караџића, који је на темељу Мркаљеве реформе спровео реформу шест слова српске ћирилице (ћ, ђ, њ, љ, ј, џ), али је пре тога у својој Писменици (Беч 1814) први високо оценио Мркаљеву реформу.

## Српскословенски језик
Српскословенски је назив за српску редакцију старословенског језика која је представљала прву норму српског књижевног језика која се користила до уласка рускословенског у употребу у 18. веку.
Наиме у 12. веку дошло је до развоја српског језика, који је полако постепено потискивао у народу никада неприхваћен старословенски језик. Све је почело појавама редакција или рецензија словенског језика, које су заправо значиле уношење елемената народног језика (фонетских, морфолошких, лексичких) у старословенски језик. Те редакције су нарочито биле присутне у делима световног карактера, као што су писма, повеље, закони. Из такве једне редакције настао је српсколовенски језик. Тако је 1180. године настао најважнији споменик српске културе писан српскословенским језиком и ћириличним писмом, Мирослављево јеванђеље.
Као простор њеног настанка, узима се предео око данашње границе Србије и Македоније, северно од линије Кратово—Скопље—Тетово. Имао је три устаљена правописа:
- зетско-хумски, који је био најстарији и коришћен је у Србији (до почетка 13. века) и Босни (до њене пропасти, средином 15. века)
- рашки, који је наследио зетско-хумски у Србији и био у употреби до првих деценија 15. века
- ресавски, који је настао у 15. веку.

Најстарији сачувани писани споменици, са краја 12. века, сведоче о томе да је процес формирања српске редакције већ био завршен. Поред српскословенског, у употреби је током овог периода био и народни језик (стручно назван старосрпски језик), који се махом јавља у писмима и правним документима, а понекад и у књижевним делима. Најстарији сачувани споменик писан народним језиком је повеља бана Кулина (1180—1204) упућено Дубровчанима, из 1189. године. Позајмљенице из овог језика називају се црквенословенизми.
У 14. веку настао је Законик цара Душана, писан српскословенским језиком, као значајан документ у коме доминирају елементи српског народног језика.

## Илирски језик
Илирски језик је формиран као заједнички јужним Словенима, изузев Словенаца, у 17. веку. То је резултат два фактора — развој штампарства и католички утицај као резултат мира у Житватороку (1606), према којем католици имају право у Османском царству да граде своје цркве. Тако кроз Венецију и Дубровник почиње католички продор српских и бугарских земаља Балкана. На овој јужнословенској лингви франци штампана је књижица опште намене, као пример тога је Абагар.
Посебно су допринели настанку и наметању овог језика рани хрватски панслависти — Винко Прибојевић и Мавро Орбин. Док је њихов сународник Јурај Крижанић чак и стварао славенски језик на основу руског.
Након реформи Петра Великог са наметањем руске ћирилице у 18. веку, потреба за тим језиком је елиминисана.

## Рускословенски језик
Након пада Србије у ропство под Османлијским царством, године 1690. дешава се Велика сеоба Срба у којој је један део српског народа и свештенства због ратовања на страни Аустрије, а против Османлија, избегао на север, преко Саве и Дунава, у тадашњу Јужну Угарску.
У периоду од 1726. до 1733. на молбу српских патријарха, међу Србе у Угарској стигли су руски учитељи Максим Суворов и Емануел Козачински, са циљем да оснују славјанску и Латинску школу. Суворов и Козачински са собом су понели московске уџбенике и књиге на рускословенском језику, који су Срби прихватили и учили, мешајући га касније са српским народним језиком. Залихе књига су убрзо исцрпљене, а како је у Русији, у кампањи насталој након смрти Петра Великог престало њихово штампање, нови митрополит Мојсеј Петровић је, притиснут потребама, наложио прештампавање Прокоповичевог буквара и тиме дао подршку даљем неговању рускословенског језика међу Србима. Оснивањем школе и прештампавањем руских буквара означен је почетак русификације најпре црквеног и просветног, а потом и других области друштвеног живота. Преношење знања о руској црквеној ћирилици (и рускословенском језику у Српској православној цркви), зачето у 17. веку, наставило се и од 18. века све до данас. То је за дуго времена усмерило развој српског друштва.
Слабљење утицаја руске књиге на Србе
Године 1770. на иницијативу председника Илирске дворске депутације грофа Колера дата је бечком штампару Курцбеку дозвола да штампа српске књиге. Последица тога било је ширење просвете међу Србима и смањен утицај руске књиге на Србе.

## Славеносрпски језик
У претходним вековима, од 9. до 17. века, српскословенски и народни језик су колико-толико функционисали, па се тежња за разумљивошћу српскословенског није постављала, јер су оба језика имала вековима своју разграничену функцију у животу српске средњовековне заједнице.
Међутим у другој половини 18 века, када је међу Србима од стране цркве наметан рускословенски језик „у складу са захтевима новог времена, затим са појачаним штампањем књига, а нарочито са епохом просвећености која се приближавала, шира неразумљивост рускословенског (а и руског) посебно у текстовима које је требало писати са световном тематиком, условила је стварање новог типа књижевног језика код Срба, познатог у нашој науци под именом славеносрпски”. Овај језик настао је мешањем рускословенског са елементима српског народног језика.
Први писац који је писао на славеносрпском језику био је Захарија Орфелин, дефинишући потребу да се језик књиге прилагоди читаоцу, да буде разумљив, и да се рускословенски текстови почну „по српски управљати”. Он је на тај начин практично показао начин на који је настајао нови тип српског књижевног језика славеносрпски. Он је то посебно нагласио у свом делу из 1768. године под називом Славјаносерпски магазин.
У својим књижевним делима лагану србизацију језика у 18. веку, почели су да спроводе Јован Рајић (који је на народном језику написао значајан еп под називом Бој Змаја с орлови) и Захарија Орфелин. Значај народног језика увидео је и Гаврил Стефановић Венцловић, који пише на оба језика.
У часопису чији је пуни наслов Славеносербски магазин (Собраније разних сочинениј и преводов к ползје увеселенију служашчих), штампан у Венецији 1768, имајући на уму разумљивост текста који ствара за читаоце, Орфелин позива друге ауторе на сарадњу у Магазину и то између осталог образлаже следећим:
- Да ће се прилози доносити „на нашем и росијском језику” и
- Да ће поједине неразумљиве речи и изразе покретачи овог часописа „по серпски управљати”, или преводити на српски или посрбљивати.[13]

Тако је „својеврсном реакцијом на неразумљивост рускословенског (и руског литерарног језика) у ширем кругу српских читалаца, стваран и створен поменути славеносрпски тип књижевног језика.”
Крајем 18. века и у првој деценији 19. века, у интелектуалној средини и међу писцима, преовладала су схватања код Срба да:
- књижевни језик Срба (у делима и текстовима световне садржине) треба да буде разумљив широкој читалачкој и слушалачкој публици;
- тај језик треба да буде близак (раз)говорном језику, чиме ће се његова разумљивост остварити у највећој мери;
- сама списатељска пракса показује да се тај језик заснива на српском народном језику (шумадијско-војвођанском);
- нови српски књижевни језик, славеносрпски за појмове који означавају апстрактна значења треба да задржи те речи из рускословенског (славенског), ондашњег руског књижевног и српскословенског језика, и
- за писање славеносрпским књижевним језиком, на народној основи, треба тадашњу српску ћирилицу подесити, односно реформисати.[15]

## Вукова реформа
Вукова реформа је почела 1814. и завршила 1868. године. Основна вредност Писменице је било њено радикално упрошћавање ћирилице и правописа. Вук је у њој применио Аделунгов принцип: „пиши као што говориш, а читај као што је написано”. Ранији покушаји, попут Саве Мркаља, су били несистематски и неуспели. Вук је сматрао да сваки глас треба да има само једно слово, па је из дотадашње ћирилице избацио све непотребне знакове, која су се писала иако нису имала својих гласова.
Вук је из старословенске ћирилице задржао следећа 24 слова:
|  |  |  |  |  |  |  |  |
|  |  |  |  |  |  |  |  |
|  |  |  |  |  |  |  |  |

Њима је додао једно из латинице:
|  |

И пет нових:
| Љ љ | Њ њ | Ћ ћ | Ђ ђ | Џ џ |

Избацио је следећа слова:
| Ѥ ѥ (је) | Ѣ, ѣ (јат) | І ї (иже)  | Ѵ ѵ (ижица) | Ѹ ѹ (у)   | Ѡ ѡ (он)  | Ѧ ѧ (мало јус) | Ѫ ѫ (велико јус) | Ы ы (јери, тврдо и) |          |
| Ю ю (ју) | Ѿ ѿ (от)   | Ѳ ѳ (тита) | Ѕ ѕ (зјело) | Щ щ (шча) | Ѯ ѯ (кси) | Ѱ ѱ (пси)      | Ъ ъ (дебело јер) | Ь ь (танко јер)     | Я я (ја) |

Вук 1818. издаје Српски рјечник, у којем се налази 26 270 речи, штампана су граматика и предговор у којем се износе разлози за штампање књига на народном језику. Караџић је за основу књижевног језика одабрао источнохерцеговачки дијалекат (и)јекавског изговора, тј. тршићки говор, што није наишло на одобравање једног дела читалачке публике у Србији, пре свега у Војводини. Стога је касније основица књижевног језика проширена шумадијско-војвођанским дијалектом екавског изговора.
У почетку Вук није употребљавао слова ф и х. Слово х је додао у цетињском издању Народних српских пословица из 1836. године.
Караџићевих начела остварена је 1847. године, када су објављене четири књиге: превод Новог завета Вука Стефановића Караџића, Рат за српски језик и правопис Ђуре Даничића (Ђорђа Поповића), Песме Бранка Радичевића и Горски вијенац Петра II Петровића Његоша.
Друго издање речника излази 1852. године под истим именом као прво са око 47 500 речи.
Тек 1860. дозвољена је употреба реформисане ћирилице Вука Караджића, а 1868. године је званично усвојена.

## Периоди у развоју српског језика[19]
| Језик                 | Период                                       |
| --------------------- | -------------------------------------------- |
| Старословенски језик  | од 9. до 12. века                            |
| Српскословенски језик | од краја 12. до прве половине 18. века       |
| Илирски језик         | од 17. до прве половине 18. века             |
| Рускословенски језик  | прва половина 18. века                       |
| Славеносрпски језик   | друга половина 18. века до половине 19. века |
| Српски народни језик  | од 1847. године до данас                     |